# القنيطرة (سوريا)
القُنَيْطِرَةُ مدينة سورية وعاصمة محافظة القنيطرة المدمرة الواقعة في جنوب غربي البلاد. تقع القنيطرة في وادي مرتفع في هضبة الجولان على ارتفاع 1,010م فوق مستوى سطح البحر. أُنشأت القنيطرة في الحقبة العثمانية كمحطة على طريق القوافل إلى دمشق، ثم أصبحت بلدة تأوي 20,000 شخص. تقع القنيطرة بشكل إستراتيجي قرب خط إطلاق النار مع إسرائيل، واسم القنيطرة تصغير القنطرة.
في 10 يونيو 1967، اليوم الأخير من حرب 1967، أصبحت القنيطرة تحت السيطرة الإسرائيلية. أصبحت المدينة تحت السيطرة السورية لوقت قصير في حرب أكتوبر، لكن سرعان ما استعادت إسرائيل السيطرة عليها بهجومها المضاد. تدمرت المدينة بأكملها تقريبًا قبل الانسحاب الإسرائيلي في يونيو 1974. تقع المدينة الآن تحت قوات الأندوف بين سوريا وإسرائيل على مسافة قريبة من الحدود بين الدولتين، ويسكنها فقط عدد قليل من العائلات. لم ترض سوريا بإعادة بناء المدينة وشجعت على عدم السكن فيها. انتقدت الأمم المتحدة بشدة إسرائيل على هدمها للمدينة، بينما انتقدت إسرائيل سوريا على عدم إعادة إعمارها.

## الحالة السياسية
القنيطرة هي عاصمة محافظة القنيطرة، الواقعة جنوب غرب سوريا وتضم هضبة الجولان. تقع المدينة في جزء من هضبة الجولان الواقعة تحت السيطرة السورية. تزعم إسرائيل أنها تمتلك باقي الجولان، لكن لا يوجد دولة تعترف بذلك، وتُعتبر تلك المنطقة كمنطقة محتلة بحسب القانون الدولي.

## الجغرافيا والديموغرافيا
تقع القنيطرة في وادي عالي في هضبة الجولان على ارتفاع 942 م فوق سطح البحر. تحيط بها بقايا ثورات بركانية قديمة يتخللها عدد من الفوهات البركانية الخامدة التي يصل ارتفاع بعضها إلى 150-200 م فوق المنطقة المحيطة. لعبت التلال البركانية في المنطقة دورًا هامًا في الصراع على المنطقة، حيث أصبحت معظمها مناطق مراقبة أو مواقع إطلاق للنار، كما حصل في حرب أكتوبر. وفي أوقات السلم، ساعدت التربة البركانية الخصبة على انتشار بعض الأنشطة مثل زراعة القمح والرعي.
عند زيارته للمنطقة، كتب الرحالة الأمريكي هارييت-لويس هـ. باترسون عن كون القنيطرة محاطة بشكل ساحر بالكينا، وهي مكان لطيف للتوقف للغداء، باردة تحت الأشجار، وغالبًا هادئة ومسالمة.
تقع المدينة على طريق تجارة هام أعطاها تنوعًا سكانيًا على مدى التاريخ. بحلول القرن العشرين، سيطر الشركس القادمين من القوقاز على المدينة. أصبح عدد سكانها حوالي 21,000 نسمة، معظمهم عرب، عقب استقلال سوريا عن فرنسا في عام 1946. بعد الهجرة من المنطقة في عام 1967 ودمار المدينة، نزح سكان القنيطرة إلى المناطق المختلفة من سوريا، وبقيت المدينة مهجورة بصرف النظر عن الوجود الأمني السوري.

## التاريخ

### التاريخ القديم

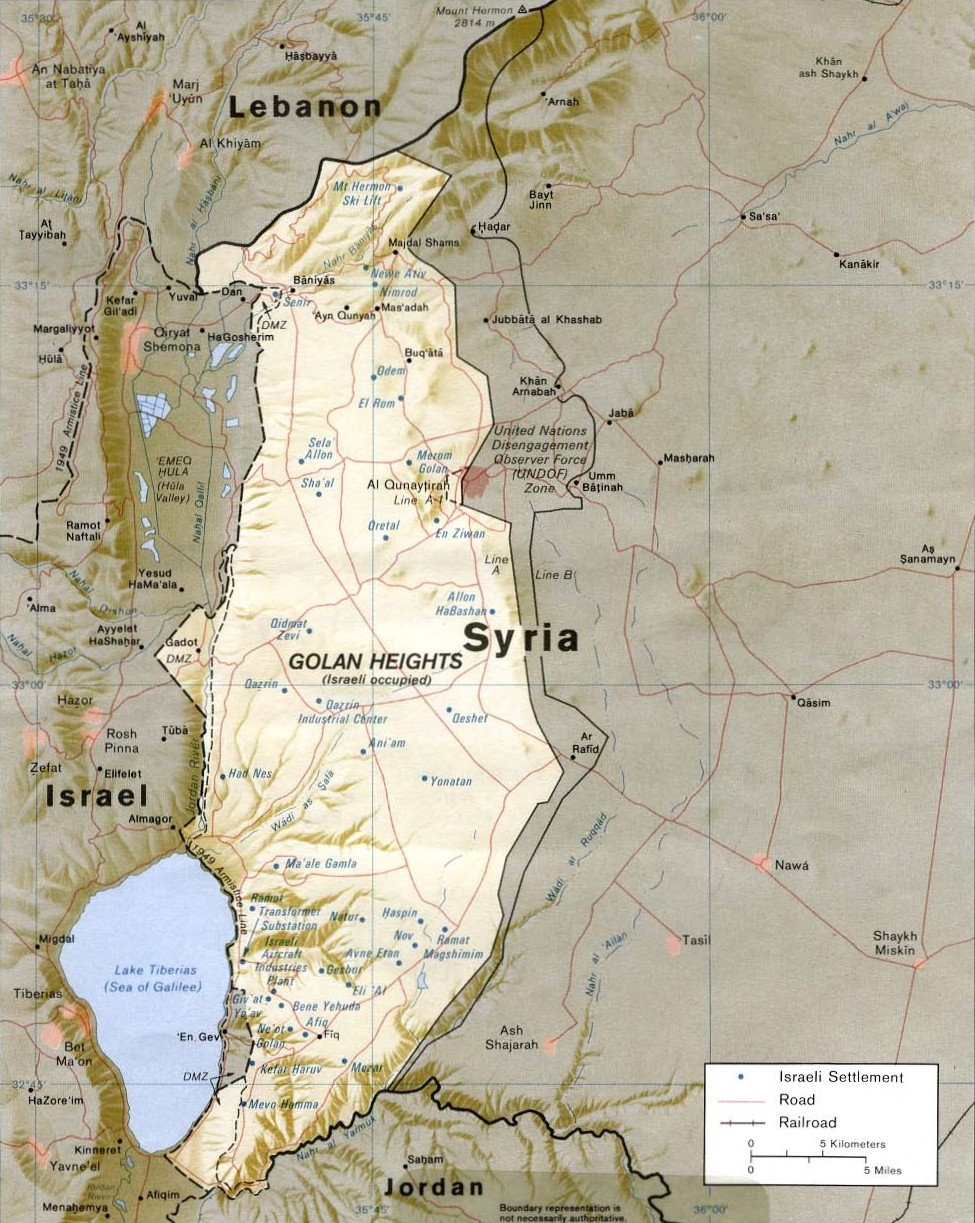
خريطة لهضبة الجولان في 1989، موضحة القنيطرة والمناطق المجاورة.

سُكنت المنطقة المحيطة بالمدينة منذ آلاف السنين، حيث دلت الحفريات والأعمال التنقيبية أن صيادين من العصر الحجري القديم عاشوا فيها. كما نشأت فيها مستوطنة في العهدين الروماني والبيزنطي، كمحطة توقف على الطرق من دمشق إلى فلسطين الغربية، حيث مر فيها القديس بولس الطرسوسي في طريقه من القدس إلى دمشق، حيث اعتنق المسيحية في قرية كوكب، شمال شرق القنيطرة، على الطريق إلى دمشق.
في عام 1868، ورد ذكرها في كتاب دليل سفر على أنها قرية قديمة تحوي على الأقل من 80 إلى 100 بيت، بها خان كبير بين أبنيتها القديمة.
نمت المدينة المعاصرة حول الخان العثماني القديم، الذي بني باستخدام صخور من مستعمرة قديمة مدمرة. وبحلول القرن العشرين، أصبحت القنيطرة المركز الإداري للجولان ومركز لمستوطنة الأديغة المسلمين القادمين من القوقاز.
خلال الحرب العالمية الأولى، هزمت فرقة الخيالة الأسترالية وشعبة الخيالة الخامسة البريطانية الأتراك العثمانيين في المدينة في 29 سبتمبر 1918، قبل استيلاءهم على دمشق. (انظر معركة مجدو (1918)). شهدت القنيطرة عدة معارك خلال الحملة السورية اللبنانية في الحرب العالمية الثانية.

### الصراع العربي الإسرائيلي
عندما نالت دولتي سوريا وفلسطين استقلالهما عن فرنسا وبريطانيا بعد الحرب العالمية الثانية، نالت القنيطرة أهمية إستراتيجية بصفتها محطة رئيسية على الطريق بين البلدين تبعد 64 كم عن الحدود، لذا أصبحت سوقًا مزدهرة ومكان تجمع عسكري، مع سكان يفوق عددهم 20,000 نسمة، غالبيتهم عرب.

#### حرب 1967
كانت القنيطرة مركز قيادة القوات السورية في مرتفعات الجولان. استولت القوات الإسرائيلية على المدينة في ظروف فوضوية في 10 يونيو 1967، في آخر يوم من حرب 1967. عندما بدأت القوات الإسرائيلية الزحف نحو المدينة قادمة من الشمال الغربي، نشرت سورية جنودها في شمال المدينة، تحت قصف كثيف لحماية الطريق إلى دمشق. وعند الساعة 8:45 صباحًا، أعلن الراديو السوري بشكل خاطئ أن المدينة سقطت، مما حول نشر القوات السورية إلى تراجع فوضوي على الطريق إلى دمشق.
وفقًا لقائد الفرقة الثامنة إبراهيم إسماعيل كهيا:
| القنيطرة (سوريا) | تلقينا أوامر بسد الطرق المؤدية إلى القنيطرة. لكن جاء خبر سقوط المدينة، مما جعل الكثير من جنودي يغادرون الجبهة والركض عائدين إلى سوريا، بينما الطرق مفتوحة. لقد تراكموا على المركبات. مما ثبط من معنوياتنا. انسحبت قبل أن أرى جندي عدو. | القنيطرة (سوريا) |

مع أن خبر تصحيح البث جاء بعد ساعتين، استغل الإسرائيليون الفرصة واستولوا على المدينة، حيث دخلت فرقة عسكرية مدرعة بقيادة العقيد ألبرت ماندلر المدينة عند الساعة 2:30 ظهرًا ووجدوا المدينة مهجورة والمعدات العسكرية متناثرة في كل مكان. صرح بعد ذلك قائد إسرائيلي:
| القنيطرة (سوريا) | وصلنا للقنيطرة من دون أي عائق تقريبًا... كان هناك غنائم في كل مكان حولنا. كل شيء كان لا يزال يعمل. محركات الدبابات لم تتوقف، معدات الاتصال لا تزال في وضع العمل، وقد تم التخلي عنها. سيطرنا على القنيطرة دون قتال. | القنيطرة (سوريا) |

أصدرت مجلة تايم تقريرًا: «في محاولة للضغط على الأمم المتحدة لفرض وقف إطلاق نار، خان راديو دمشق جيشه بإعلان سقوط مدينة القنيطرة قبل ثلاث ساعات قبل سقوطها. ذلك التقرير المتحدث عن استسلام مركز قيادتهم حطم معنويات الجنود السوريين الذين بقوا في منطقة الجولان.»
بعد ذلك، بعد الظهر، تم الاتفاق على وقف إطلاق نار بين الطرفين، تاركًا القنيطرة في يد إسرائيل. في يونيو 1967، أصدرت مجلة تايم تصريحًا: «كانت مدينة القنيطرة مدينة أشباح، متاجرها تحطمت، شوارعها المهجورة يجوبها الإسرائيليون من بيت إلى بيت بحثًا عن أسلحة أو ذخائر. يملأ الهضاب صدى تفجيرات مع تدمير خبراء الألغام الإسرائيليين خط ماغينوت المصغر، حيث فجر السوريون الكيبوتس في بحيرة طبريا.»
زار الممثل الخاص للأمم المتحدة نيلس-غوران غاسينغ المدينة في يوليو وصرح: «تم اقتحام ونهب كل المتاجر والبيوت تقريبًا»، وتم إطلاق النار على بعض المباني بعد الاستيلاء. مع أن بعض الممثلين الإسرائيليين حاولوا إقناع غاسينغ أن الجنود السوريون هم من نهبوها وهم منسحبين من المدينة، لم يقتنع الممثل لقصر الفترة الزمنية بين إعلان الراديو وسقوط المدينة بعد ساعات قليلة. واستخلص أن مسؤولية نهب القنيطرة تقع على عاتق الإسرائيليين.

#### الاحتلال الإسرائيلي
بقيت المدينة المهجورة بيد إسرائيل لمدة ستة سنين. لكن إسرائيل وسوريا بقيتا في حالة حرب خلال تلك الفترة، وإلى يومنا هذا. اكتسبت المدينة قيمة رمزية؛ حيث رآها السوريون علامة الهزيمة السورية، وشعار العدائية بين سوريا وإسرائيل، ومدينة تقع على عاتق الرئيس السوري حافظ الأسد تحريرها. قصفت سوريا المدينة عدة مرات في بداية السبعينات؛ في يونيو 1970، شنت وحدة سورية مسلحة هجومًا على المدينة، وفي نوفمبر 1972، أعلن راديو دمشق أن مدفعية سورية قصفت القنيطرة.

#### حرب أكتوبر

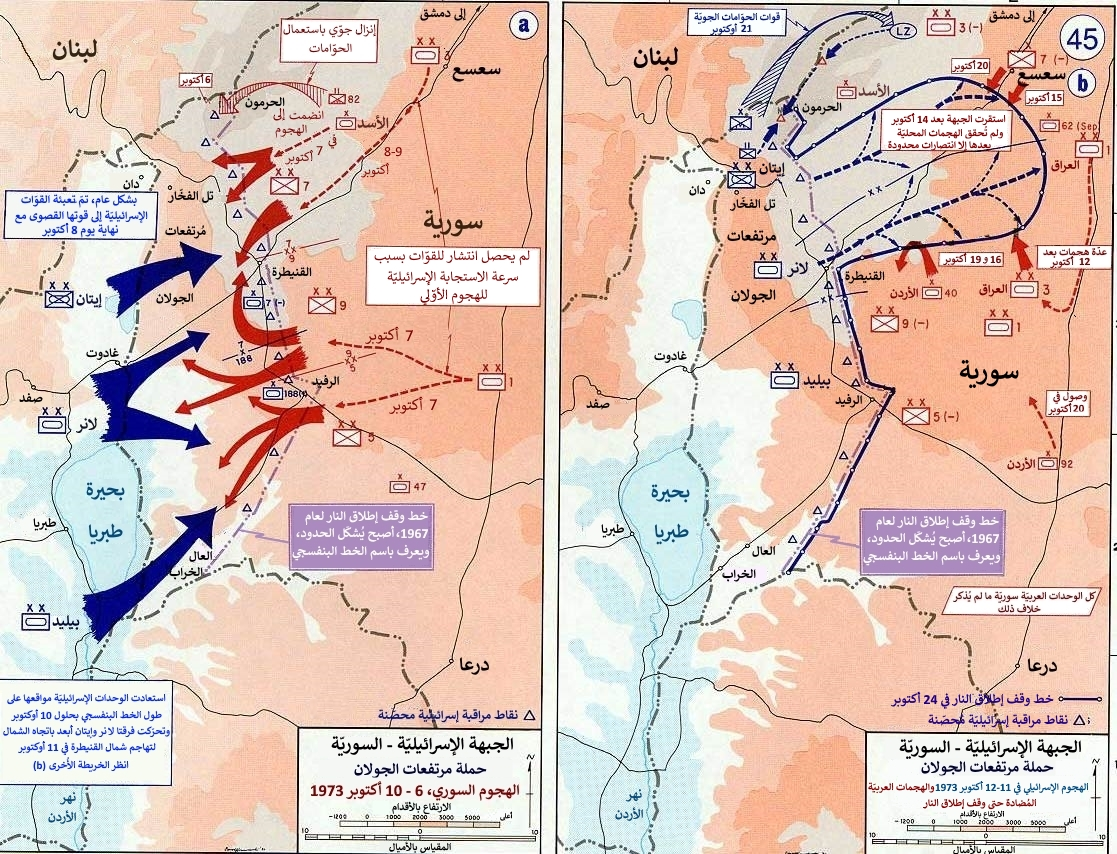
حملة هضبة الجولان خلال حرب تشرين

خلال الأيام الأولى من حرب أكتوبر في 1973، عادت السيطرة على المدينة إلى يد القوات السورية لمدة قصيرة حتى شنت إسرائيل هجومًا مضادًا. في منتصف أكتوبر 1973، حين بدأت إسرائيل هجومها المضاد. كان لدى السوريون حوالي 1,000 دبابة على امتداد جبهة يبلغ طولها حوالي 96 كم. وبتركيز هائل من الدبابات، اقتحم الإسرائيليون الصفوف السورية. انهزم السوريون في البداية قليلاً، لكنهم تمكنوا من شن هجوم مضاد واستعادوا الأرض المحتلة. وقعت القنيطرة تحت سيطرة الطرفين عدة مرات. أخيرًا، الوحدات المدرعة الإسرائيلية، مع طائرات الفانتوم والسكاي هوك التي كانت تغلق السيطرة جويًا على السوريين بضربات النابالم، أوقفت التقدم السوري ودفعت بالسوريين إلى الوراء.
بقت إسرائيل مسيطرة على المدينة حتى بداية يونيو 1974، حين عادت إلى السيطرة السورية عقب توقيع على اتفاق فك الاشتباك بوساطة من الولايات المتحدة في 31 مايو 1974. كان تخلى إسرائيل عن القنيطرة مثيرًا للجدل، حيث رفضه المستوطنون وحزب الليكود، حتى أنهم أقاموا مستوطنة في ضواحي المدينة لفترة وجيزة. بدأ الانسحاب الإسرائيلي من المدينة في 6 يونيو. وفي 26 يونيو، زار الرئيس السوري حافظ الأسد القنيطرة، حيث تعهد بإعادة بناء المدينة واستعادة الأراضي المحتلة.

#### العودة إلى السيطرة السورية

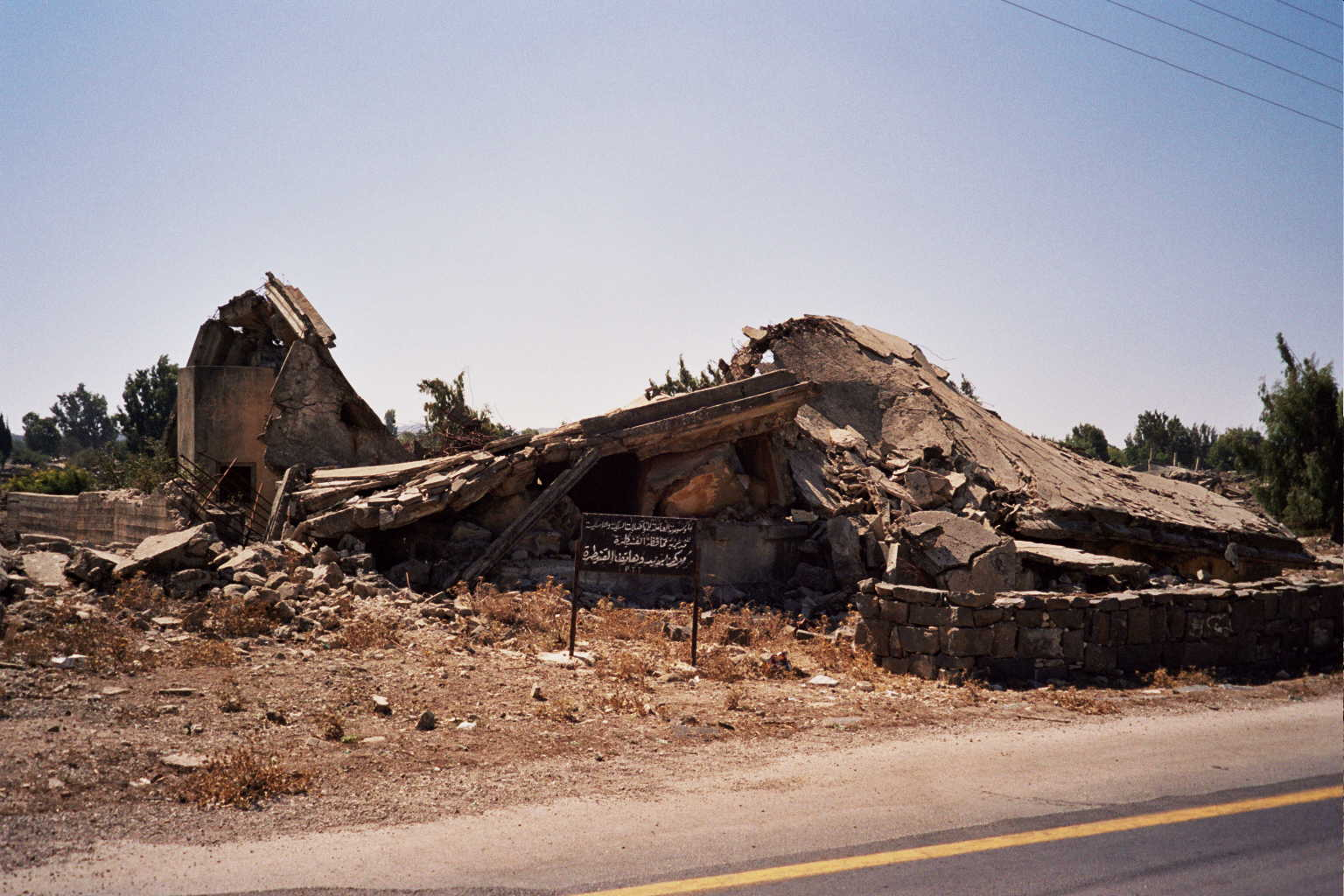
مبنى مدمر في القنيطرة

رافق الصحفيون الغربيون اللاجئين السوريين وهم عائدين إلى المدينة في بداية يوليو 1974، ووصفوا ما رأوا على الأرض. قال صحفي مجلة تايم أن معظم المباني هدمت إما بواسطة الديناميت أو بواسطة القصف. أعطى مراسل لوموند السوري وصفًا مفصلاً للدمار من أجل ذي تايمز بصفته شاهد عيان:
| القنيطرة (سوريا) | لا يمكن تميير المدينة اليوم، أصبحت سقوف البيوت على الأرض كشواهد للقبور. غُطي جزء من الحطام تحت الأرض بواسطة الجرافات. ستجد في كل مكان قطع أثاث، أدوات مطبخ متخلى عنها، صحف باللغة العبرية يعود تاريخها لأول أسبوع من يونيو؛ هنا تجدون فراش ممزق، وبقايا أريكة قديمة. كما تجدون عبارات بالعبرية على جزء من جدار صامد: "سيكون هناك جولة أخرى"؛ "تريدون القنيطرة، ستأخذونها مدمرة." | القنيطرة (سوريا) |

يُقال أن الانسحاب الإسرائيلي عن المدينة قد تم على دفعات، حيث تم أخذ كل شيء يمكن انتزاعه وبيعه إلى المقاولين الإسرائيليين. دمرت الجرارات والجرافات المباني الخالية. بحثًا عن الدوافع خلف التدمير الإسرائيلي للمدينة، أشار مراسل ذي تايمز في عام 1974 إلى أن الانسحاب الإسرائيلي من المنطقة تم بعد عودة أسرى الحرب الإسرائيليين من دمشق بفترة قصيرة، حاملين معهم قصصًا عن التعذيب،" لكن السوريون نفوا صحة هذه الادعاءات.
أصرت إسرائيل على أن معظم الدمار حصل في الحربين وفي تبادل القصف بين الطرفين. أشارت بعض التقارير قبل الانسحاب إلى دمار المدينة وخرابها. رأى مراسل ذي تايمز المدينة بنفسه في 6 مايو، قبل شهر من الانسحاب الإسرائيلي، ووصف كونها مهجورة وفي حطام بعد سبعة سنين من الحرب والإهمال. وشبهها بمدينة من الغرب الأميركي أصابها زلزال، وإذا عاد السوريون إليها، فسيواجهون مهمة شاقة لإعادة الإعمار، حيث تقريبًا كل المبانى إنهارت.
كشاهد على حالة المدينة، قدم فريق أخبار بريطاني فيلمًا صور في 12 مايو 1974. تبعًا لمراسل ذي تايمز، «رأى المشاهدون صورة بانورامية للمدينة، التي كانت تقريبًا خالية بشكل كامل منذ أن قام الجيش السوري بإخلائها في عام 1967، معظم الأبنية متضررة، لكنها صامدة.» بعد أن تم تسليمها إلى العرب، «قليل من المباني لازالت صامدة. معظم المباني المتدمرة لم تقدم دليلاً على أن تدميرها تم بوساطة مدفعية. السقوف ملقاة على الأرض بطريقة قالوا لي أنه بالديناميت فقط يمكن تحقيق ذلك.» أكد التصوير على أن كثير من الدمار حصل بعد 12 مايو، في وقت لم يكن هناك حرب قرب القنيطرة.
أسست الأمم المتحدة لجنة مختصة بالتحقيق في الممارسات الإسرائيلية المؤثرة على حالة حقوق سكان المناطق المحتلة، التي استخلصت أن القوات الإسرائيلية دمرت عمدًا المدينة قبل أنسحابهم، واعتمدت الجمعية العامة للأمم المتحدة على تلك الاستنتاجات، حيث مررت قرارًا في 29 نوفمبر 1974 يصف دمار القنيطرة بخرق خطير لاتفاقية جنيف الرابعة، كما أدانت الجمعية أفعال إسرائيل، بـ 93 صوت ضد 8، مع امتناع 74. كما صوتت لجنة الأمم المتحدة لحقوق الإنسان لإدانة الدمار المتعمد للقنيطرة في قرار صدر في 22 فبراير 1975، بـ 22 صوت ضد واحد (الولايات المتحدة) مع غياب تسعة.

## المدينة اليوم

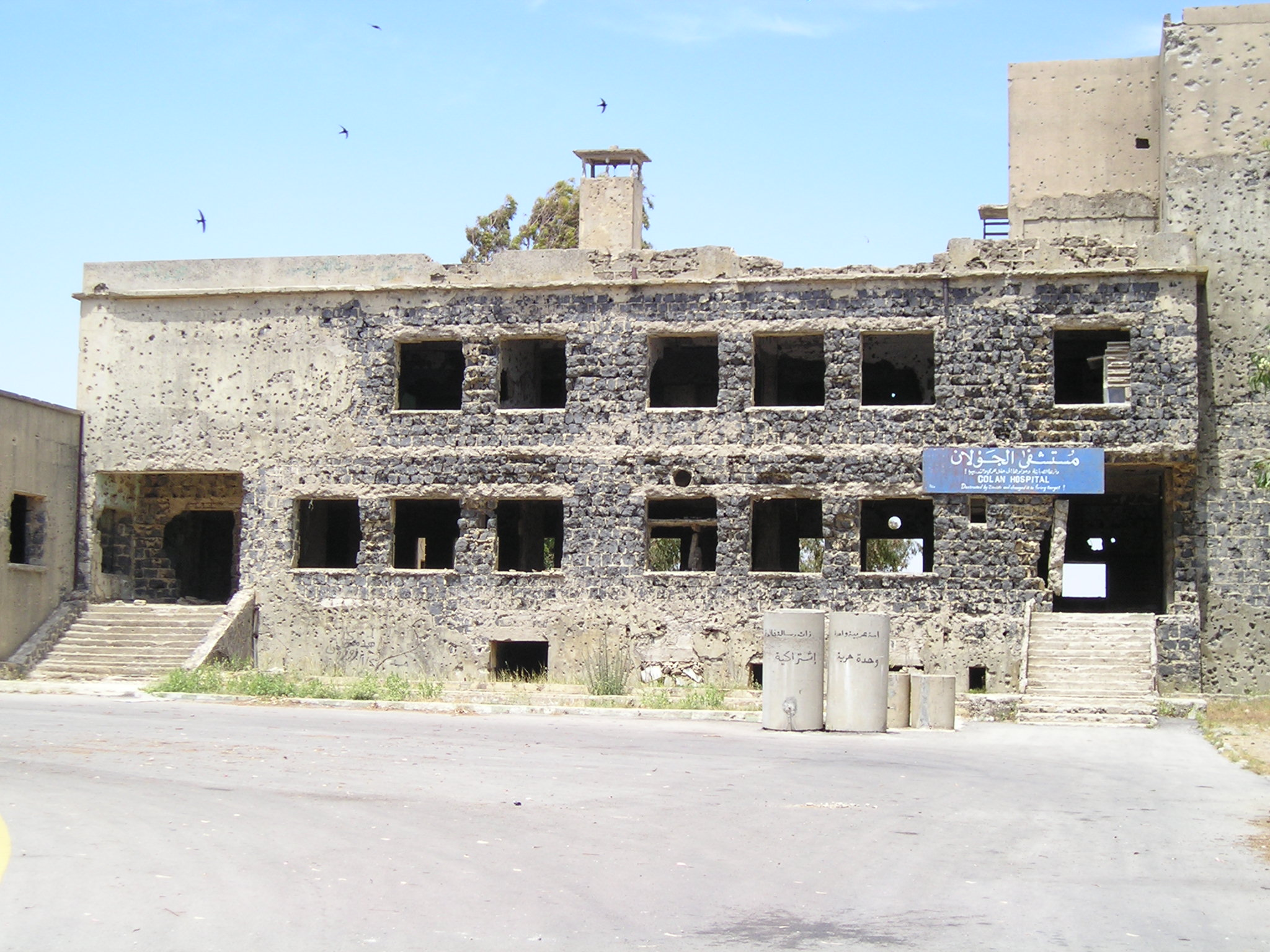
مشفى القنيطرة المدمر

حتى يوليو 2008، ظلت المدينة مدمرة، حيث تركت سورية الحطام في أماكنه وبنت متحف للتذكير بالدمار.
زار المدينة عدد من الأشخاص المهمين الأجانب، أمثال وزير الخارجية السوفييتي السابق أليكسي كوسيغين في يونيو 1976 والبابا يوحنا بولس الثاني في مايو 2001. فقط بضع العائلات تعيش الآن في المدينة، يجنون لقمة عيشهم عن طريق تقديم الخدمات لقوات الأمم المتحدة المتجولة في المنطقة.
يمكن للسياح زيارة المدينة، بموافقة من وزارة الشؤون الداخلية في سوريا، ويشرف العسكر على النزهات السياحية. الأماكن الرئيسية التي يقصدها السياح هي مشفى القنيطرة، مسجد وكنيسة الروم الأرثوذكس. يعرض «متحف القنيطرة المحررة» تحف من ماضي المدينة القديم والمتوسط، وهو يقع حاليًا في موقع الخان القديم في وسط المدينة. غرب القنيطرة، تقع الحدود مع إسرائيل، ولأن الحدود مغلقة لا يمكن زيارة القنيطرة من إسرائيل.

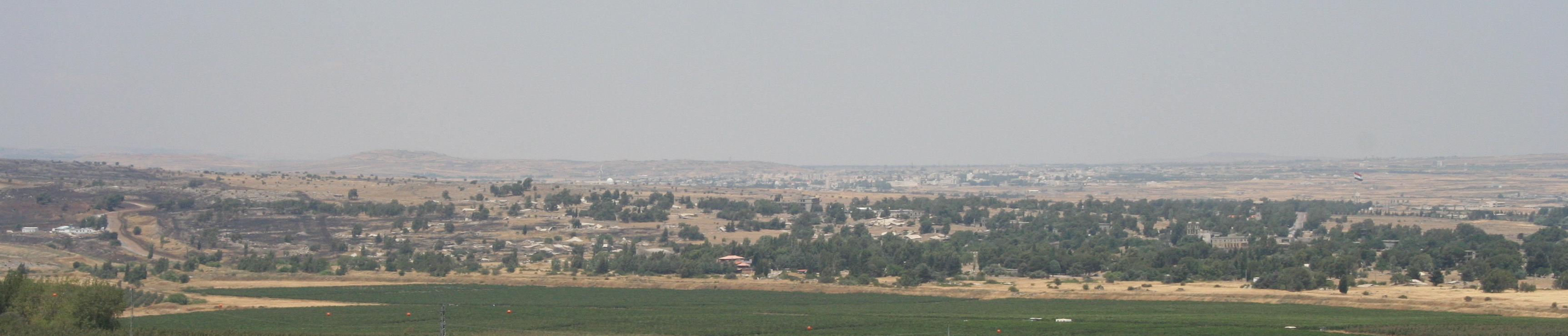
صورة بانورامية للقنيطرة